# Musik ist Trumpf – Über die Gewalt des Zusammenhangs
Musik ist Trumpf – Über die Gewalt des Zusammenhangs oder auch Musik ist Trumpf ist ein deutscher Dokumentarfilm von Alfred Hackensberger und Thomas Röschner aus dem Jahr 1996, der deutschsprachige Independent-Szenen zur damaligen Zeit von Hip-Hop über Techno bis Neofolk und Indie-Rock porträtiert. Dabei stehen vor allem Hamburger Bands und Musiker im Vordergrund. Der Film wurde am 12. September 1996 im Hamburger Programmkino Zeise Kinos uraufgeführt und feierte im Oktober desselben Jahres seine Festivalpremiere beim Kasseler Dokumentarfilm- und Videofest.

## Handlung
Der Film stellt mehrere zeitgenössische deutsche Musiker und Bands aus unterschiedlichen Musikrichtungen vor. Dabei stehen überwiegend Hamburger Gruppen und Musiker im Blickpunkt, von denen einige wie zum Beispiel Cpt. Kirk &., Die Sterne oder Tocotronic der Hamburger Schule zuzuordnen sind. Trotz ihrer unterschiedlichen Musikstile haben alle der gezeigten Bands und Musiker eines gemeinsam: Sie lehnen die traditionellen Rock-’n’-Roll-Muster ab.
Die Bands und Solokünstler philosophieren teilweise ernsthaft, teilweise auf ironische Art und Weise über Pop, Politik, Sprache und Identität, Maschinen und wie die Musik in Zukunft aussehen wird. Auch wird über das Leben nach der Jugendkultur gesprochen und wie sich beispielsweise der Einfluss des Sportunterrichts auf die Popkarriere des Tocotronic-Gitarristen und Sängers Dirk von Lowtzow ausgewirkt hat.

## Hintergrund und Produktion
Die Filmemacher gaben den porträtierten Bands, DJs und Hip-Hop-Gruppen die Gelegenheit, ihre künstlerischen Positionen in einem fünf- bis zehnminütigen Beitrag selbst zu gestalten. Die Bands und Künstler stellen sich im Film selbst auf 16-mm-Film, Super 8, Betacam SP oder Hi8 dar.

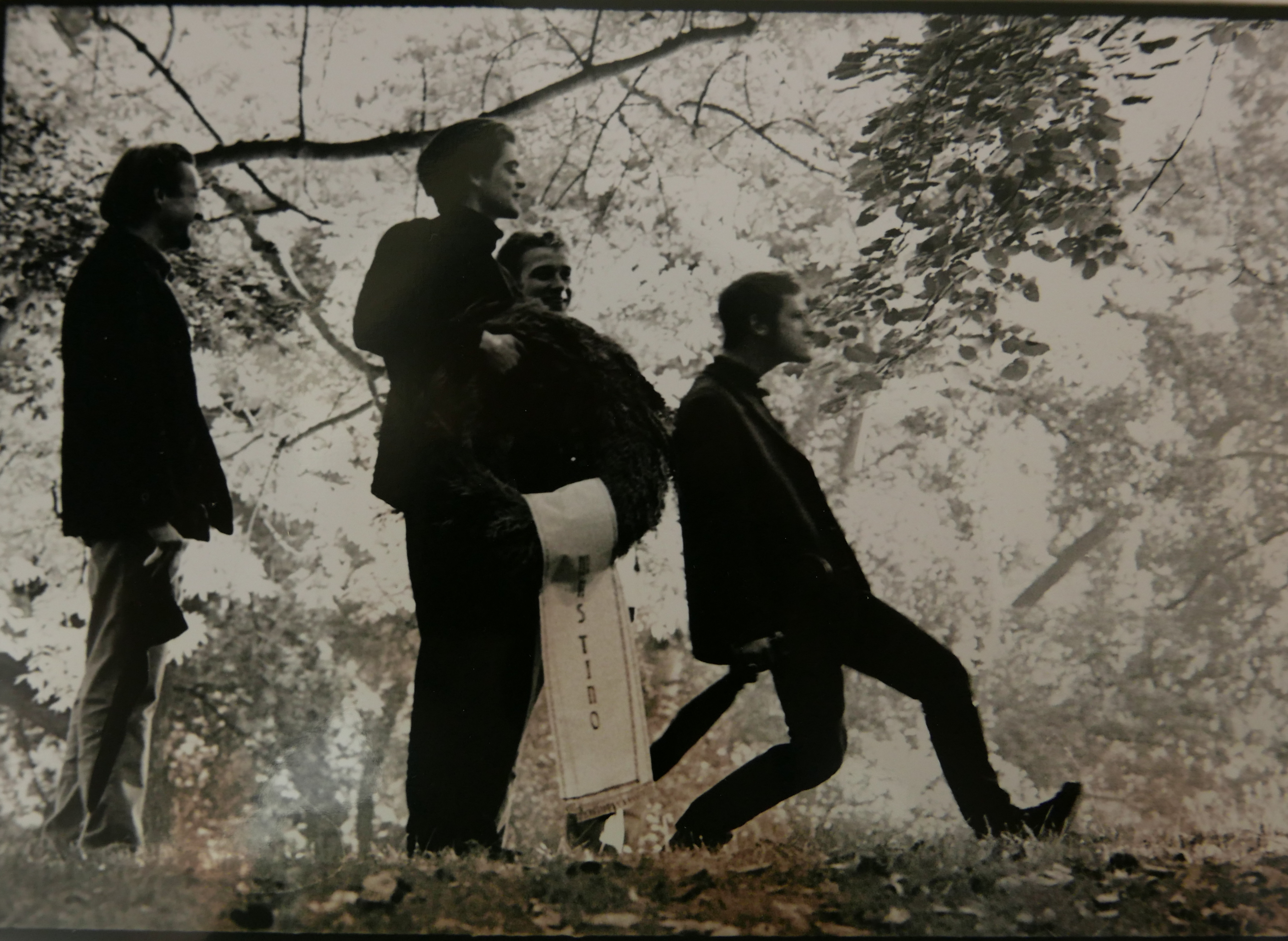
Die Gruppe Mastino bei den Dreharbeiten zum Dokumentarfilm Musik ist Trumpf (1996).

## Kritik
Volker Marquardt kritisiert den Film und schreibt in der taz, dass „zumindest für den in Hamburg lebenden Musikologen“ „die Zusammenstellung der Bands kaum die anvisierte aktuelle Bestandsaufnahme“ ist, „sondern eher der ‚state of art‘ von 1994. Indem das Regie-Duo ebenso die HipHopper Absolute Beginner wie die juvenilen Punk-Rocker Tocotronic zu Wort kommen läßt, wird ferner die Chance versäumt, spezifische Produktionsweisen oder die Funktion von Bands für bestimmte Stile zu veranschaulichen.“ Außerdem biete der Film „keine Aufarbeitung der Geschichte, um so etwa veränderten Rahmenbedingungen Rechnung zu tragen. Zuletzt konzentrieren sich Hackensberger/Röschner trotz des Übergewichts der Hamburger Bands nicht auf eine einzelne Szene, auf ihre Vernetzung in Clubs, Kneipen und Persönlichkeiten, die die Musiklandschaft aus dem Hintergrund dominieren.“
Das Hamburger Stadtteil-Kulturfest altonale beschreibt den Film in seinem Programmheft von 2014 als ein „außergewöhnliches Zeitdokument zum Hamburger Popdiskurs der 90er Jahre.“
Der Filmladen Kassel e. V geht in seinem Lob auf die Machart des Filmes mit seinen unterschiedlichen Kameraformaten ein: „Entstanden ist eine unterhaltsame und informative Gesamtcollage, die erzählt, wie, warum und unter welchen Bedingungen heute Musik gemacht wird.“